# Santo Stefano Lodigiano
Santo Stefano Lodigiano (San Steu en dialecte lodi) est une commune italienne située dans la province de Lodi, en Lombardie.

## Culture

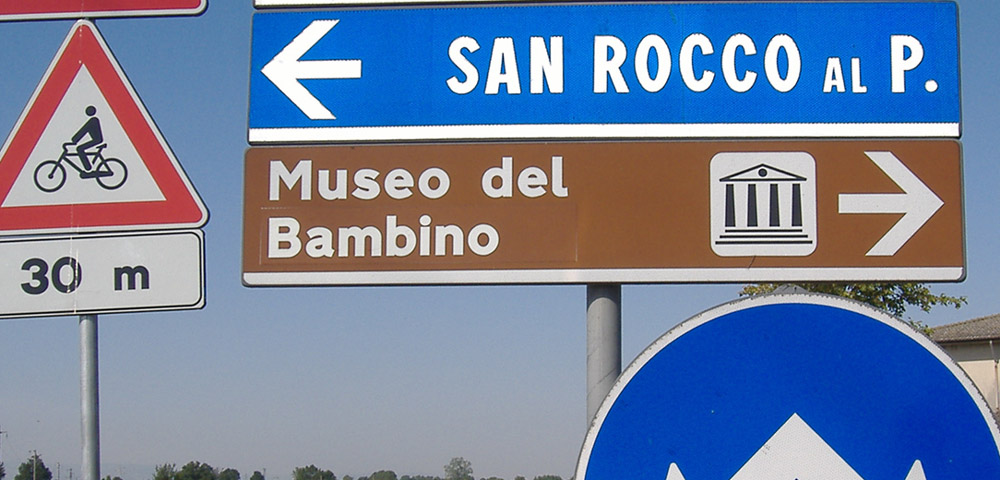
La plaque qui mène au musée du Jouet

Sur le territoire de la commune, se trouve un musée du Jouet où sont regroupées plus de 1 700 pièces de collection.

## Administration
| Période                                  | Période      | Identité               | Étiquette     | Qualité |
| ---------------------------------------- | ------------ | ---------------------- | ------------- | ------- |
| 2004                                     | 2019         | Massimiliano Lodigiani | Liste Civique |         |
| 2019                                     | 2019         | Valentina Pellini      | Liste Civique |         |
| 2019                                     | 2020         | Sara Morrone           | Commissaire   |         |
| Septembre 2020                           | actuellement | Marinella Testolina    | Liste Civique |         |
| Les données manquantes sont à compléter. |              |                        |               |         |

### Hameaux
Chiavicone, Abbazia, San Rocco, Franca.

### Communes limitrophes
Maleo, Corno Giovine, Corno Giovine, Fombio, San Fiorano, Caselle Landi, Piacenza d'Adige, Piacenza d'Adige, San Rocco al Porto.